# L'Entraîneur : Championship Manager 2
L'Entraîneur : Championship Manager 2 (CM2) est un jeu vidéo de gestion sportive développé par Sports Interactive et édité par Domark, sorti en 1995 sur Windows et Amiga.

## Accueil
- PC Team : 60 %[1]